# 2024년 하계 올림픽 이스라엘 선수단
2024년 하계 올림픽 이스라엘 선수단은 2024년 7월 26일부터 8월 11일까지 프랑스 파리에서 열린 2024년 하계 올림픽에 참가한 올림픽 이스라엘 선수단이다.
이는 미국 주도의 보이콧으로 인해 1980년 모스크바 올림픽을 제외하고 이스라엘의 18번째 하계 올림픽 출전이 된다. 이스라엘의 참가로 26명의 프랑스 국회의원과 팔레스타인, 기타 글로벌 스포츠 단체들이 이스라엘에 대한 제재와 이스라엘-하마스 전쟁이 팔레스타인 선수들과 스포츠 시설에 미치는 영향을 이유로 참가를 막아야 한다는 요구를 촉발했지만, 토마스 IOC 위원장은 토마스 바흐는 이것이 IOC에 결코 문제가 되지 않는다고 확인하고 선수들에게 보이콧과 차별에 대해 경고했다. 이스라엘 올림픽 위원회 위원장인 야엘 아라드(Yael Arad)는 이스라엘 선수들이 안전 조치를 취하고 "100%" 참석할 것이라고 장담했다.
유도 선수 페테르 팔치크와 수영 선수 안드레아 무레즈가 개막식에서 선수단 기수를 맡았다.

## 출전 선수
| 종목           | 남자 | 여자 | 전체 |
| -------------- | ---- | ---- | ---- |
| 배드민턴       | 1    | 0    | 1    |
| 사이클         | 3    | 1    | 4    |
| 사격           | 1    | 0    | 1    |
| 서핑           | 0    | 1    | 1    |
| 수영           | 12   | 6    | 18   |
| 승마           | 2    | 2    | 4    |
| 아티스틱스위밍 | 0    | 2    | 2    |
| 양궁           | 1    | 1    | 2    |
| 요트           | 4    | 4    | 8    |
| 유도           | 5    | 7    | 12   |
| 육상           | 4    | 2    | 6    |
| 체조           | 1    | 7    | 8    |
| 축구           | 18   | 0    | 18   |
| 태권도         | 0    | 1    | 1    |
| 트라이애슬론   | 1    | 0    | 1    |
| 펜싱           | 1    | 0    | 1    |
| 전체           | 54   | 34   | 88   |

## 메달 집계
| 종목 | 1 | 2 | 3 | 합계 |
| 종목 | ' | ' | ' | '    |
| 종목 | ' | ' | ' | '    |
| 종목 | ' | ' | ' | '    |
| 합계 | ' | ' | ' | '    |

## 같이 보기
- 2024년 하계 올림픽